# محمد طليع
محمد حسن طليع (21 مايو 1842 - 4 سبتمبر 1917) عالم دين مسلم درزي لبناني. ولد في جديدة الشوف. تولى مشيخة عقل الطائفة الموحّدة الدرزيّة من 1878 حتى وفاته.

## سيرته
ولد محمد بن حسن طليع في جديدة الشوف في 11 ربيع الآخر 1258/ 21 مايو 1842. «كان رجلاً مهيباً، قوي الشخصية، مع فضيلة.» أسندت إليه مشيخة العقل 1878 فحمل تبعاتها في أوضاع سياسية قاسية.

### مع نعوم باشا
زاره نعوم باشا فبقي في مجلسه إلى أن دخل الباشا فوقف وتقدم الرجلان الواحد من الآخر خطوة وخطوة فالتقيا في منتصف القاعة فصافحه وأجلسه إلى يمينه وفي أثناء الحديث قال يا سعادة الباشا نحن نكره التدخين ولا نقتني التبغ فاذا أردت أن تدخن فاستعمل تبغك وسأل الباشا بعض المخلصين عن سبب هذا الاستقبال البارد، فقال له رداً على استقبالك إياه في مكتبك عندما زارك مع أنه الزعيم الروحي للدروز، واستدرك الباشا الأمر بأن طلب إلى الآستانة منح الشيخ وساماً رفيعاً وأرسل فرقة من العسكر أدت التحية العسكرية للشيخ في داره وتقدم القائد وقلده الوسام باسم المتصرف نعوم باشا مع هدية سنيّة.

## وفاته
توفي في 4 أيلول 1917/ 17 ذي القعدة 1335 هـ بسبب نوبة قلبية حادة لم ينج منها.